# Lebavere
Lebavere (Duits: Lebbafer) is een plaats in de gemeente Põltsamaa, provincie Jõgevamaa in Estland. De plaats heeft de status van dorp (Estisch: küla).

## Bevolking
Het dorp had 51 inwoners op 31 december 2011 en 32 inwoners op 31 december 2021.

## Ligging
Het dorp ligt tegen de grens tussen de provincies Jõgevamaa en Viljandimaa. Ten zuiden van Lebavere ligt Paenasti en ten westen Kangrussaare, allebei in de gemeente Põhja-Sakala. De rivier Navesti vormt de grens tussen Lebavere en Kangrussaare.

## Geschiedenis
Lebavere werd voor het eerst genoemd in 1601 onder de naam Libbower. In 1624 heette het dorp Lebbawerre, in 1638 Lebbefer en in 1839 Lebbafer. Het viel onder het landgoed Oberpahlen-Schloß (Põltsamaa).